# Vrapčići
Vrapčići su naseljeno mjesto u gradu Mostaru, Federacija Bosne i Hercegovine, BiH.

## Zemljopis
Vrapčići su mjesto udaljeno pet kilometara od Mostara, smatra se i mostarskim predgrađem. U zadnje vrijeme je poznato uglavnom po nogometnom stadionu, na kojem utakmice igra FK Velež. 
Klima i zemljište na području Vrapčića omogućuju uzgoj tradicionalnih hercegovačkih kultura, poput raštike, agruma, vinove loze i inih vrsta voća i povrća. 

## Stanovništvo

### Popisi 1971. – 1991.
| Vrapčići           |                |                |              |
| godina popisa      | 1991.          | 1981.          | 1971.        |
| Srbi               | 1.952 (56,35%) | 1.326 (53,01%) | 851 (49,76%) |
| Muslimani          | 802 (23,15%)   | 412 (16,47%)   | 397 (23,21%) |
| Hrvati             | 485 (14,00%)   | 397 (15,87%)   | 422 (24,67%) |
| Jugoslaveni        | 148 (4,27%)    | 322 (12,87%)   | 23 (1,34%)   |
| ostali i nepoznato | 77 (2,22%)     | 44 (1,75%)     | 17 (0,99%)   |
| ukupno             | 3.464          | 2.501          | 1.710        |

### Popis 2013.
| Vrapčići           |                |
| godina popisa      | 2013.          |
| Bošnjaci           | 2.838 (86,90%) |
| Hrvati             | 204 (6,25%)    |
| Srbi               | 153 (4,68%)    |
| ostali i nepoznato | 71 (2,17%)     |
| ukupno             | 3316           |

## Vanjske poveznice

### Sestrinski projekti
|  | Zajednički poslužitelj ima još gradiva o temi Vrapčići (Mostar, BiH) |